# آل العتبي
آل العتبي (وتُكتب أيضًا آل عتبة) هي أسرة فارسية خدمت في الدولة السامانية. أول فرد مذكور من هذه الأسرة هو أبو جعفر العتبي، الذي شغل منصب الوزير لدى نوح الأول (حكم 943–954) ومنصور الأول (حكم 961–976). كما كان من أفراد هذه الأسرة أبو الحسين العتبي، الذي شغل منصب الوزير لدى نوح الثاني (حكم 976–997).